# Sheridan’s

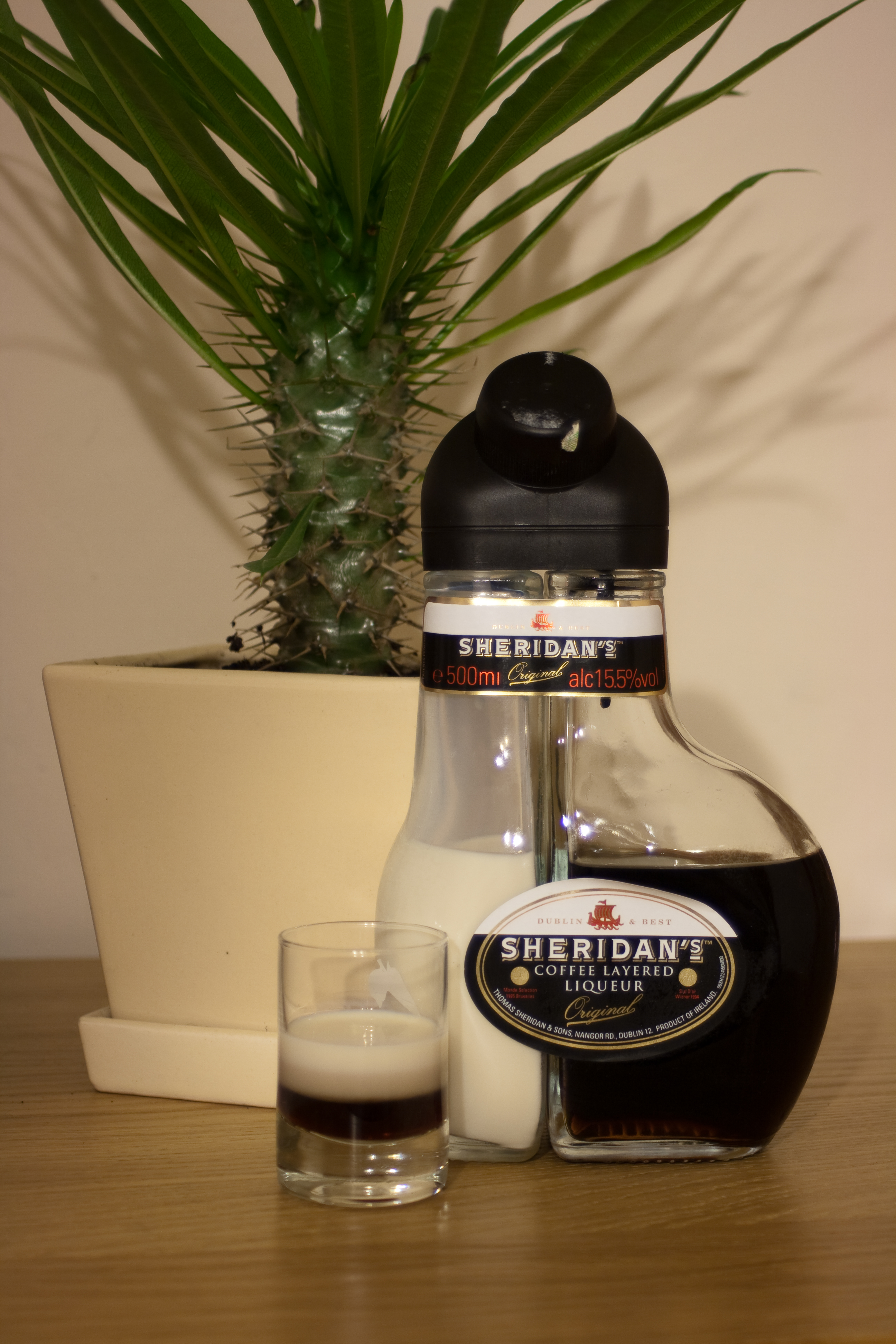
Sheridan's wraz z poprawnie zaserwowanym likierem w kieliszku

Sheridan’s – likier pochodzenia irlandzkiego o zawartości alkoholu 15,5%, składający się w 1/3 z likieru śmietankowego i w 2/3 z likieru kawowego zmieszanego z irlandzką whiskey. Umiejętnie nalany rozwarstwia się w kieliszku – kawa na dole, śmietanka na górze.